# Condado de Jerome
El condado de Jerome (en inglés: Jerome County), fundado en 1919, es uno de los 44 condados del estado estadounidense de Idaho. En el año 2000 tenía una población de 18.342 habitantes con una densidad poblacional de 11.8 personas por km². La sede del condado es Jerome.

## Geografía
Según la Oficina del Censo, el condado tiene un área total de 1559 km² (601,9 mi²), de la cual 1554 km² (600 mi²) es tierra y 5 km² (1,9 mi²) (0.34%) es agua.

### Condados adyacentes
- Condado de Lincoln - norte
- Condado de Gooding - oeste
- Condado de Twin Falls - sur
- Condado de Cassia - sureste
- Condado de Minidoka - este

### Carreteras
- - Interestatal 84
- - US 93
- - SH-25
- - SH-79

## Demografía
En el 2000 la renta per cápita promedia del condado era de $34,696, y el ingreso promedio para una familia era de $39,083. En 2000 los hombres tenían un ingreso per cápita de $28,036 versus $20,194 para las mujeres. El ingreso per cápita para el condado era de $15,530. Alrededor del 10.70% de la población estaba bajo el umbral de pobreza nacional.

## Comunidades

### Ciudades
- Eden
- Hazelton
- Jerome

### Comunidad no incorporada
- Hunt